# Madeiraklippfisk
Madeiraklippfisk   (Scorpaena maderensis) är en fiskart som beskrevs av Valenciennes, 1833. Madeiraklippfisk  ingår i släktet Scorpaena och familjen Scorpaenidae. Inga underarter finns listade i Catalogue of Life.